# Pale Communion
Pale Communion es el undécimo álbum de estudio del grupo sueco Opeth, que se lanzó a través de Roadrunner Records el 25 de agosto de 2014. 
El álbum fue grabado en Rockfield Studios, producido por Mikael Åkerfeldt y mezclado por Steven Wilson. Pale Communion es el primer álbum con el tecladista Joakim Svalberg después del retiro de Per Wiberg en 2011.
En abril de 2014 Mikael Åkerfeldt anuncia que su nuevo disco se llamará Pale Communion y se pondrá a la venta el 17 de junio del mismo año pero se pospuso finalmente para el 25 de agosto de 2014. 
Las letras están inspiradas en la vida personal de Åkerfeldt.
La canción "Goblin" fue inspirada por el grupo italiano del mismo nombre.

## Carátula
La carátula fue diseñada por el estadounidense Travis Smith con la dirección de Åkerfeldt. Se trata de un tríptico colgado en una pared con tres frases en latín, que representan la decadencia de la vida. La primera es del político sueco del siglo XVII Axel Oxenstierna.

## Lista de canciones
Todas las canciones escritas y compuestas por Mikael Åkerfeldt, excepto donde sea señalado.
| N.º            | Título                    | Duración |
| -------------- | ------------------------- | -------- |
| 1.             | "Eternal Rains Will Come" | 6:48     |
| 2.             | "Cusp of Eternity"        | 5:35     |
| 3.             | "Moon Above, Sun Below"   | 10:52    |
| 4.             | "Elysian Woes"            | 4:47     |
| 5.             | "Goblin" (instrumental)   | 4:32     |
| 6.             | "River"                   | 7:30     |
| 7.             | "Voice of Treason"        | 8:00     |
| 8.             | "Faith in Others"         | 7:39     |
| Duración Total | Duración Total            | 55:45    |

## Personal
- Mikael Åkerfeldt – guitarra y voces
- Fredrik Åkesson – guitarra
- Joakim Svalberg – piano
- Martín Méndez – bajo
- Martin Axenrot – batería
- Steven Wilson (invitado) - voces